# Каратауська експедиція

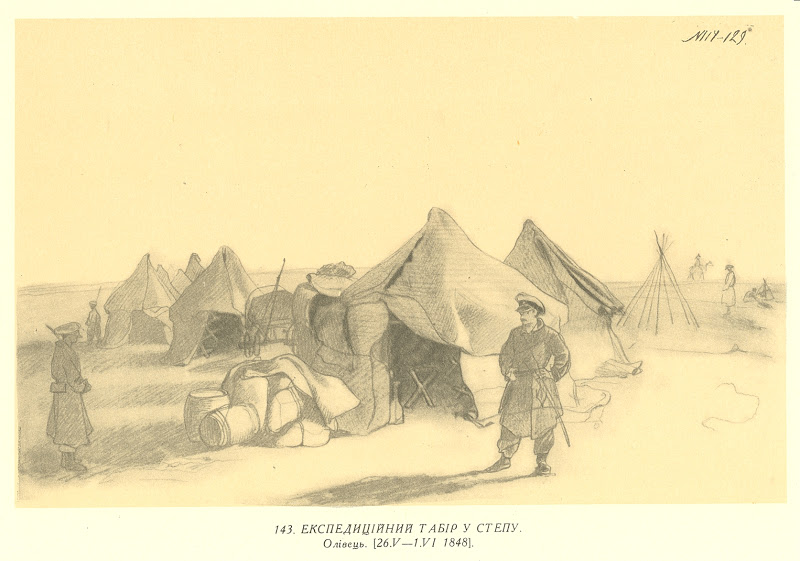
Експедиційний табір у степу

Карата́уська експеди́ція — це експедиція, що її за розпорядженням Військового міністерства організував 1851 року командир Окремого Оренбурзького корпусу Володимир Обручов для виявлення покладів кам'яного вугілля в горах Каратау на півострові Мангишлак.

## Історія

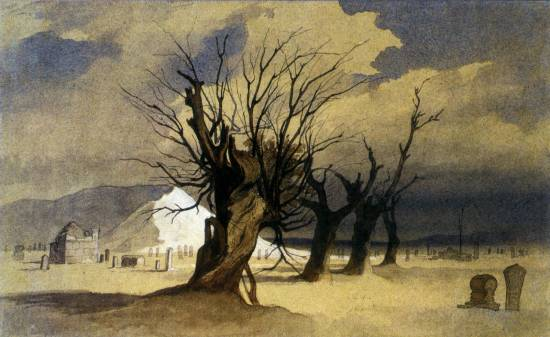
Ханга-Баба

Очолював її гірничий інженер Олександр Антипов. До складу експедиційної групи входили штейгер Микола Козлов, чотири гірники, топограф, фельдшер. До них прикомандировано Людвіка Турна, Броніслава Залеського та інших. 27 квітня 1851 року експедиція виїхала з Оренбурга до Новопетровського укріплення, де укомплектовано загін, що мав її супроводити. Олександр Антипов на прохання Броніслава Залеського й Людвіка Турна умовив першого коменданта Новопетровського укріплення, підполковника Антона Маєвського ввести до складу загону й Тараса Шевченка. Поета зарахували до команди солдатів для допомоги в роботах гірничої партії, а фактично він мав замальовувати краєвиди.
28 травня 1851 року учасники експедиції вирушили з Новопетровського укріплення (в «Мистецькій спадщині» Т. Г. Шевченка, т. 3, помилково вказано дату 21 травня). Загін супроводили десять казахів і туркменів. Для перевезення вантажу найняли 45 верблюдів. Під час пошуків Шевченко створив серію малюнків аквареллю й олівцем. Значна частина їх має назви місцевостей, де проходила експедиція, та авторські порядкові номери, що відповідають порядковим номерам пунктів її маршруту. Загін попрямував спочатку до урочища Ханга-Баба. Тут Шевченко зробив перший малюнок (№ 1, «Ханга-Баба»). Далі загін рушив по хівинській дорозі й зупинився в долині Кштим. Тут Шевченко виконав малюнок «Кудук-Кштим» (2). Залишивши цю долину, дослідники звернули з хівинської дороги на північний схід.

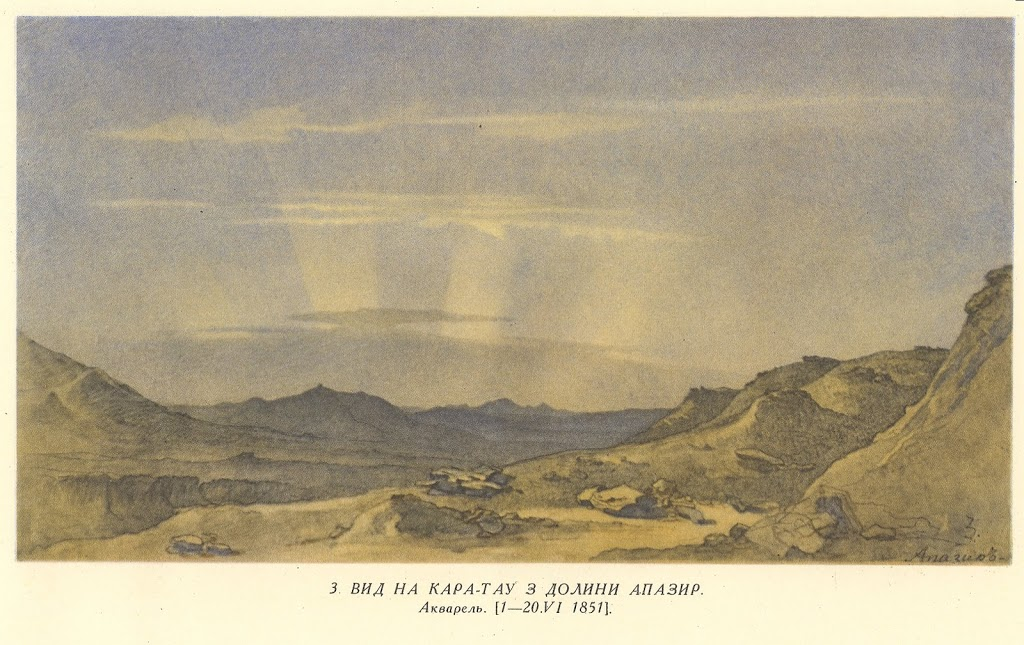

Наступна зупинка була в долині Апазир, біля підніжжя гори Каратаучик, що нею починається пасмо гір Каратау. Сюди дослідники прибули 1 червня й затрималися на 18 — 20 днів. Тут вони заклали перші шурфи, брали проби кам'яного вугілля, поклади якого в окремих місцях виходили на поверхню ґрунту. Під час стоянки в долині Апазир Шевченко виконав твори «Вигляд на Каратау з долини Апазир» і «Долина Апазир» (3, 4), поблизу стоянки — начерки відрогів Каратау (з авторськими номерами 5 і 6) та акварелі «Аулієтау» й «Місячна ніч серед гір». Закінчивши роботи в долині Апазир, експедиція рушила далі хівинською дорогою й прибула в долину між горами Каратау й Актау. На південно-східних схилах Західного Каратау вона почала досліджувати поклади вугілля. Поблизу було кладовище й урочище Агаспеяр. Шевченко зобразив їх на рисунках з авторськими номерами 8, 9, 10, а пізніше — в акварелі «Туркменські аби в Каратау». Поклади вугілля на цьому місці своєю якістю не задовольняли Олександра Антипова, й гірнича партія рушила в долину Північного Актау.

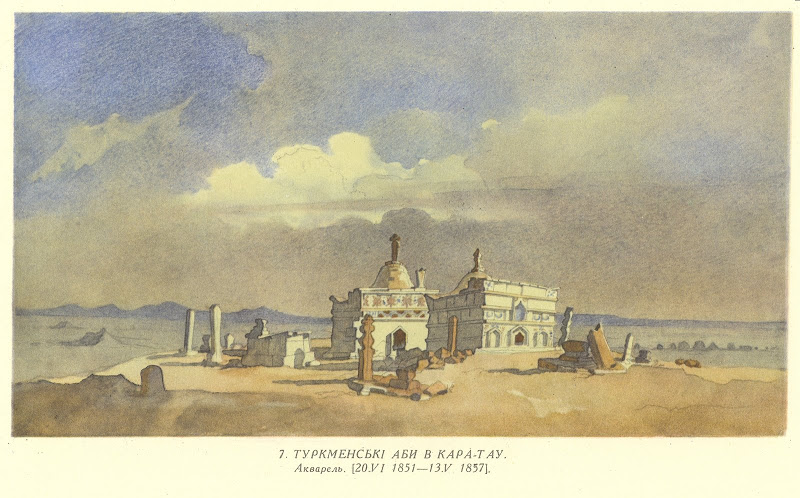

При виході з міжгір'я Сюнкукх була третя тривала зупинка, під час якої почали вивчати поклади бурого вугілля. Цю місцевість, а також стоянку експедиційного табору відтворено в серії малюнків «Сюнкукх». Звідси загін попрямував до урочища Акмиш. Караван дослідників поблизу гір Чиркалатау та Коксуйру художник показав на малюнку з позначкою 18. На вершині гори Чиркалатау тоді ще збереглися руїни давньої фортеці. У вільний час Шевченко напружено працював художником, робив екскурсії в навколишні гори, в казахські аули. В урочищі Акмиш він виконав тринадцять творів, зазначивши на них назви місцевостей і порядкові номери («Акмиштау», «Кайрактау», «Чиркалатау», «Коксуйру», «Гірське пасмо Актау», «Експедиційний табір» та ін.). Про те, що Шевченко відвідував казахські аули, свідчать акварель «Далісменмула-ауліє» під № 22, сепія «Тріо» та окремі замальовки з життя й побуту казахів (останні не пронумеровані, бо випадають із загальної серії каратауських пейзажів). З урочища Акмиш учасники експедиції перейшли в долину Кугус, де виявили поклади вугілля та пісковику з амонітами.
Рисунок під назвою «Долина Кугус» позначено № 28. По дорозі з цієї долини загін побував у долині Турш (Ториш). Тут Шевченко виконав твори «Долина Турш» і «Гора Кулаат» (32, 33). У кінці липня чи на початку серпня експедиція зупинилася поблизу джерела Долнапа та однойменного кладовища біля північних схилів гори Каратаучик. Цю місцевість Шевченко відтворив в акварелі «Туркменське кладовище в долині Долнапа». Наступна зупинка — урочище Тарла. Це була остання копальня, в якій досліджено поклади кам'яного вугілля. Тут експедиція заклала ряд шурфів. Шевченко виконав олівцем кілька зарисовок цієї місцевості й малюнки «Тарла», «Долина в гірській місцевості» та інші. Завдяки нумерації на малюнках ми довідуємося, що з долини Тарла загін попрямував не до Новопетровського укріплення, а до затоки Кочак. Дорогою художник виконав малюнок «Долина серед гір» (39) та два малюнки «Кочак» (40 і 41). На березі цієї затоки були продовольчі склади експедиції, сюди приходили пароплави з устаткуванням і поштою. Дослідники завернули до затоки, щоб відправити пароплавом інструменти, зразки порід тощо, а після цього повернулися на короткий відпочинок в Тарлі. Шевченко зробив тоді ще одну замальовку цієї місцевості (42). Наступний перепочинок був знову поблизу Ханга-Баби, про що свідчать малюнки «Туркменські аби» та «Ханга-Баба» (44 і 45). На початку вересня 1851 дослідники повернулися до Новопетровського укріплення і пробули тут близько двох тижнів.

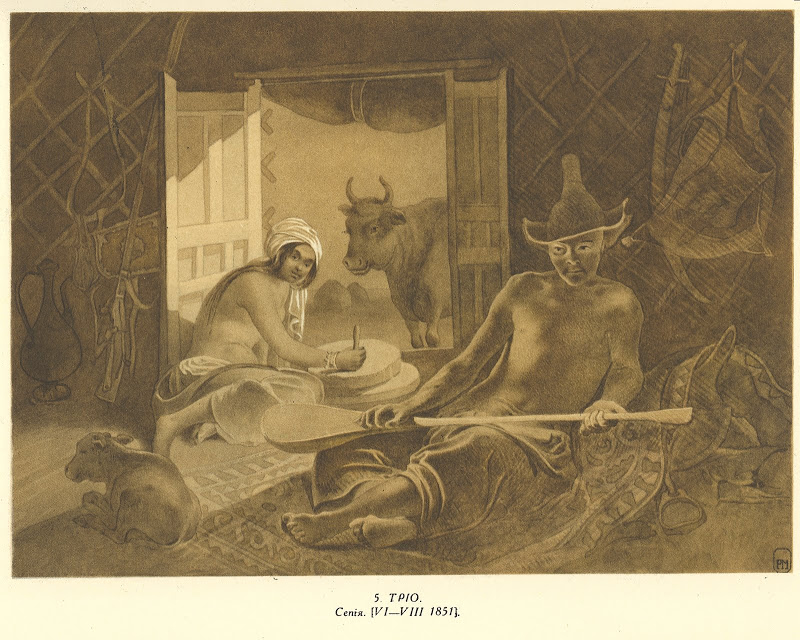

Шевченко був активним учасником експедиції. Він провів у поході понад три місяці. Його малюнки, начерки й зарисовки — своєрідний щоденник. Збереглося близько сімдесяти таких творів: пейзажі Мангишлаку, жанрові композиції, автопортрети тощо. Авторська нумерація дала змогу встановити, що понад десять творів цього періоду не розшукано. До Оренбурга політичні засланці поверталися задоволені наслідками експедиції, сподіваючись полегшення свого становища. Але Шевченко ще довго залишався в Новопетровському укріпленні й не дістав ніяких пільг за участь в експедиції. Та перебування в колі друзів, можливість вільно малювати залишили незабутній слід у його душі. «Поход в Кара-Тау, — писав він у листі до Залеського 25 вересня 1855, — надолго у меня останется в памяти, навсегда».